# 船橋ヘルスセンター
船橋ヘルスセンター（ふなばしヘルスセンター、1955年11月3日 - 1977年5月5日閉館）は、かつて千葉県船橋市浜町に存在した総合レジャー施設である。

## 概要
沿岸部の天然ガス井と温泉を生かした観光事業を検討していた船橋市が、地元選出の千葉三郎衆議院議員に相談し、千葉が紹介した丹沢善利が朝日土地興業を設立。丹沢は浴場と舞台付き広間を主とした案を提案して開発に着手する。
1955年11月3日に「12万坪の海辺に1万坪の白亜の温泉デパート」をキャッチフレーズに開業。大浴場と舞台演芸が楽しめる大広間が売り物と後年の健康ランド的施設だが、大プールや遊戯施設、子会社経営で隣接する船橋サーキットなども含む大規模な総合レジャー施設であり、比較的安価な入場料さえ払えば自由に利用できる無料施設の多さも特長とした。折からの観光ブームもあって多くの団体客がバスで繰り込んだ。
1962年に関東ローカルで放送された横山隆一作画による老人のアニメと三木鶏郎作詞・作曲、楠トシエ歌唱によるCMソング『長生きチョンパ』のテレビCMで多くの人々に知られるようになった。同年からはこれまでの中高年層を中心とした集客から若年層への誘致を図りボウリング・スキー・スケート施設なども増設。
全盛期にはザ・タイガースなど当時の人気歌手・グループによる「歌謡ショー」が屋外ステージで行われたほか、人気テレビ番組『8時だョ!全員集合』（TBSテレビ）の公開放送も行われた。ローラースケート場はTBSが中継を行っていた国際プロレスの試合会場としても使用された。
施設の広さに着目されて暴力団幹部の襲名披露会会場に利用されたこともある。1970年11月9日に行われた襲名披露会では個人名で申し込みが行われていたため、施設側は直前まで暴力団が利用することを知らなかった。当日は何も知らない一般客も利用する中、暴力団員約400人が施設に出入りすることとなり、船橋警察署も20人の警察官を派遣して警戒に当たる騒ぎとなった。

## 終焉・解体とその後
1970年代頃からレジャーの多様化によって来場者数が減少し始めたうえ、1971年に地盤沈下を抑制するために温泉やガスの汲み上げが差し止められて、1977年5月5日に閉園する。
施設解体後、跡地で商業複合施設「ららぽーと船橋ショッピングセンター」が1981年4月2日に開業した。

## 沿革
- 1951年（昭和26年）：千葉県、通産省の補助を受け富津鉱区でガスの試掘開始
- 1952年（昭和27年）：船橋海岸の埋立地の深度約1000ｍで採掘に成功（南関東ガス田）。天然ガスとともに温泉が湧出。ナトリウムイオンや塩素イオンを多く含む、塩化物強塩泉に分類される30度前後の源泉を数本掘削とされる[4]。
- 1953年（昭和28年）：船橋市、大衆温泉施設の建設を決める。丹沢善利が社団法人船橋ヘルスセンターを設置し、4月には朝日土地興業株式会社を設立、自ら社長に就任する。
- 1955年（昭和30年）11月3日：船橋ヘルスセンターオープン。入浴料は120円[† 1]。
- 1963年（昭和38年）12月1日：最寄駅の京成電鉄京成本線船橋競馬場前駅が、センター競馬場前駅に改称。
- 1970年（昭和45年）1月：社団法人の解散により新たな運営会社として三井不動産が100%出資する「株式会社船橋ヘルスセンター[† 2]」を資本金5億円で設立。4月、オーナーである朝日土地興業株式会社が三井不動産と合併。
- 1971年（昭和46年）東京湾岸の地下水等の汲み上げによる地盤沈下が問題化。温泉の汲み上げも差し止められる[4]。
- 1977年（昭和52年）5月5日：閉園。ただし現在の国道357号より南側にあったプール「ゴールデンビーチ」は、その後数年間は夏期営業を続行した。

## 主要施設
本館
- 1階：中央玄関、券売所、立ち食いそば店、喫茶室、事務室、大サロン、舞台付き大広間、室内娯楽場、浴場（ローマ風呂・岩風呂・香水風呂・家族風呂・シャワー室）、指圧室、食堂、グリル、売店、テラス
- 2階：貸し切り部屋36室、貸し切り浴場
- 3階：貸し切り部屋15室、売店
- 屋上展望台

大コマ館
- 1階：玄関、クローク、ホール、大滝風呂、貸切風呂、売店、生ビールスタンド
- 2階：貸し切り部屋13室、円形ホール、食堂、理髪室、サロン、立ち食い寿司店
- 3階：貸し切り部屋13室、円形ホール、売店
- 4階：大広間500畳、食堂、ホール、テラス、ステージ

中央館
- 1階：せり舞台付き大広間400畳、娯楽所、サロン、売店
- 2階：貸し切り部屋、和室14室、洋室2室、観劇席、サロン売店
- 3階：舞台付き大広間300畳、見晴台、売店
- 巨大温泉（ローマ風呂）・岩風呂・牛乳風呂・子供風呂・家族風呂

日本館
- 結婚式場、和風貸し切り部屋、写真室、美容室、貸衣装室

ホテル棟
- 1階：クローク、ロビー、洋式披露宴大広間、和式大広間、売店、披露宴控室、写真館
- 2階：普通客室25室、スペシャルルーム2室
- 3階：普通客室11室、スペシャルルーム20室
- 屋上展望台

ボウリング場
- 1階：ボウリング52レーン、サロン、食堂、娯楽機
- 2階：観客席、ビリヤード台

長安殿
大倉喜八郎の別邸「蔵春閣」を移築。
- 1階：和風貸し切り部屋16室、中国風食堂3室、洋間2室、浴室
- 2階：和風宴会大広間1室、和風貸し切り部屋7室

南国館
- 1階：大パノラマ舞台・大広間、脱衣所、洗面所、サロン、喫茶室、食堂、噴水
- 2階：自由間仕切り室客室、売店、大広間、サロン
- 3階：展望大広間

二葉館
- 1階：舞踏練習所、従業員食堂
- 2階：和風貸し切り部屋・大広間100畳2室

南口館（大劇場）
- 1階：せり付き舞台、座席612席、マス席210席、浴場、楽屋、コーヒースタンド
- 2階：客席186席・マス席384席、売店、切符売り場、ロビー

屋外施設
- 大滝すべり[1]
  - 幅50m、最大高43m、長さ120m。100mレーン8本、70mレーン3本、25mレーン5本。
  - 25m淡水プールや日除けテント、温水シャワーを設置。冬季は人工スキー場に使用。
- クラブハウス - 食堂、サロン、売店[1]
- ローラースケート場 - メインリンク[1]（50m×27m）、サブリンク（20m×10m）
- アイススケート場[1]
  - 1階：メインリンク（65m×30m）、サブリンク（30m×15m）、衝動、クローク、浴場
  - 2階：観覧席、卓球場
- 海上公園「ゴールデン・ビーチ」[1]
  - 人工ビーチ（45,000平米、最大水深1.5m）
  - 淡水プール（50mプール1基50m×25m、円形プール直径30m・40m各1基）
  - ビーチレストラン、カレーハウス、ゴールデンキッスル、売店、休憩所
- 運動場：150mトラック・80mトラック[1]
- 遊園地：チェーンタワー、宇宙ロケット、ゲームコーナー、オクトパス、オートラーくる、デルタークール、ムーンロケット、コーヒーカップ、飛行塔、豆カー、汽車、ダッゼム、メリーゴーランド、射撃、マイトマウス、キャノン砲、トランポリン、魔法の城、モノレール、ジェットコースター、屋内遊園地棟[1]
- ゴルフ場
- 水上スキー
- サーキット場（船橋サーキット）→後に船橋オートレース場
- 人工芝スキー場（冬期）・大滝すべり（夏期）
- 野球場
- テニスコート
- 遊覧船「がりばあ号」
  - 212総トン、乗客380名、千葉沿岸部まで約25分間航行[1]。1964年横浜ヨット建造。後に名古屋港遊覧船で運行。1980年代頃[† 3]まで運行し、その後の詳細は不明。船橋ヘルスセンター跡地のららぽーとTOKYO-BAYの西館入口前には、がりばあ号を模した遊具「ららぽーと号」がある。
- 遊覧飛行機用の飛行場（船橋飛行場）
- ドッグレース場
- 遊技場（ゲームセンター）
- モノレール：1960年（昭和35年）7月20日開業[5]。遊戯施設の扱いであったが、1961年3月時点で、日本国内で運行中の唯一の跨座式モノレールであったとされている[6]。A字型の軌道桁の上に一条、下に左右に二条のレールを配置する、リロイ・ストーン式及びラルティーグ式モノレールの技術を使用していた。開業時の車両は4両編成で、先頭車両にのみ動力機関が搭載されていた。

## 名残
- 1957年に週刊読売の誌上で行われた「全国温泉コンクール」に入選した際の記念碑が、ららぽーとTOKYO-BAYのP-6駐車場北側に現存している。
- ららぽーとTOKYO-BAYには温泉ではなくスーパー銭湯だが温浴施設「ららぽーとの湯 常盤殿」が2007年3月31日まで存在した[7]。
- 最寄駅のセンター競馬場前駅は閉園後もそのままの駅名で営業を続け、10年後の1987年4月1日に現駅名の船橋競馬場駅に改称された[† 4]。
- 営業期間中には送迎にも利用されていたと思われる「ヘルスセンター交通」という社名のタクシー業者が存在した。同社は閉園後も存続したが、2003年に飛鳥交通に売却された。現在は三ツ矢グループ傘下のエミタスタクシーアスカ船橋営業所となっている。
- 京成バスシステム（京成バス船橋営業所花輪車庫から移管）の路線バス 船71系統（船橋駅 - 南船橋駅）には「劇場前」というバス停が存在していた。これは当センターに併設されていた大劇場の名残で、センター閉園後も「船橋ららぽーと劇場」として施設が存続したためである。劇場の閉館後もバス停はそのまま存続したが、2014年2月15日に「親水公園東」に改称された。

## フィクション作品への露出
- 映画『もず』（1961年 松竹）：淡島千景と清川虹子が憂さ晴らしに遊びにいきプールや宴会場ではしゃいでいる。
- 映画『ニッポン無責任野郎』（1962年 東宝）：植木等主演の無責任シリーズ第2作。主人公の新婚旅行先が当センター。
- 映画『甘い汗』（1964年 東宝）：中盤で桑野みゆきらがジェットコースター・ゴーカート・プールで遊ぶシーンが存在する。
- 映画『日本一のゴリガン男』（1966年 東宝）：植木等主演の「日本一の男」シリーズ第4作で慰労会のシーンが当センターでCMソングのマーチングバージョンが流れる。
- 映画『やればやれるぜ全員集合!!』（1968年 松竹）：ザ・ドリフターズ主演のシリーズ第2作でメンバー5人が住み込みで働く。社長役で藤村有弘が出演しており、保育コーナーのおもちゃにひょっこりひょうたん島のライオンの乗り物がある。
- 漫画『こちら葛飾区亀有公園前派出所』（集英社）：単行本66巻「柴又の思い出の巻」にて、主人公の両津勘吉が当センターの思い出を語る。また、単行本71巻「レジャーランドツアー（前編）の巻」「レジャーランドツアー（後編）の巻」には「スーパー船橋ヘルスセンターランド」という施設が登場する。